# Cotyledon tomentosa
Cotyledon tomentosa es una especie de planta con flores de la familia Crassulaceae, originaria de Sudáfrica. Es un arbusto suculento de hoja perenne con hojas grandes, ovaladas y gruesas, de color verde con tricomas. Su subespecie autónima se conoce como pata de oso debido a los "dientes" prominentes en las puntas de sus hojas. Forma grandes flores de color naranja rojizo en forma de campana en primavera. En su hábitat natural,  en la región de Little Karoo en Sudáfrica, suele crecer en campos rocosos de cuarzo, donde tiene un excelente drenaje proporcionado por un suelo muy poroso.

## Descripción
C. tomentosa es un arbusto suculento de hoja perenne, miembro de la familia Crassulaceae. Tiene flores en forma de campana rojas, naranjas o amarillas, que aparecen entre julio y septiembre;   hay dos subespecies reconocidas: subsp. tomentosa y subsp. ladismithiensis.
C. tomentosa subsp. tomentosa, la subespecie autónima, es un pequeño arbusto ramificado, que crece hasta 70 cm de alto. Tiene hojas gruesas de color verde tomentoso que son oblanceoladas a oblongas, con 3-8 dientes rojizos al final. La subespecie ladismithiensis presenta largas hojas cilíndricas que generalmente no tienen dientes, también tiende a ser más pequeña y menos ramificada que la subsp. tomentosa. Finalmente, la subsp. ladismithiensis tiene una corteza marrón que se pela, en comparación con las ramas verdes y peludas de la subsp. tomentosa.

## Taxonomía
Cotyledon tomentosa fue descrita en 1862 por William Henry Harvey y no tiene sinónimos. 
Cotiledón tomentosa subsp. ladismithiensis fue descrita por primera vez en 1907 por el botánico Selmar Schonland, quien la denominó Cotyledon heterophylla. Sin embargo, el nombre C. heterophylla era un nombre ilegítimo, porque ya había sido aplicado en 1824 por William Roxburgh a lo que ahora se llama Kalanchoe lanceolata. 
En 1936, Karl von Poellnitz notó el conflicto y le dio al taxón un nuevo nombre, Cotyledon ladysmithiensis, por su área de distribución nativa cerca de la ciudad de Ladismith, Sudáfrica. Hellmut R. Toelken reclasificó el taxón en 1977 como una subespecie, Cotyledon tomentosa subsp. ladismithiensis, conservando una ortografía diferente del nombre de von Poellnitz. Este es el nombre aceptado actualmente de la subespecie, como se indica en Plants of the World Online. Según Magrit Bischofberger, la ortografía original de von Poellnitz debe usarse de acuerdo con el Artículo 60.1 del Código Internacional de Nomenclatura, que establece que un nombre no debe cambiarse incluso si contiene una discrepancia ortográfica (es decir, Ladismith contra ladysmithiensis ). Otra variación ortográfica utilizada por el Manual ilustrado de plantas suculentas es " ladismithensis".

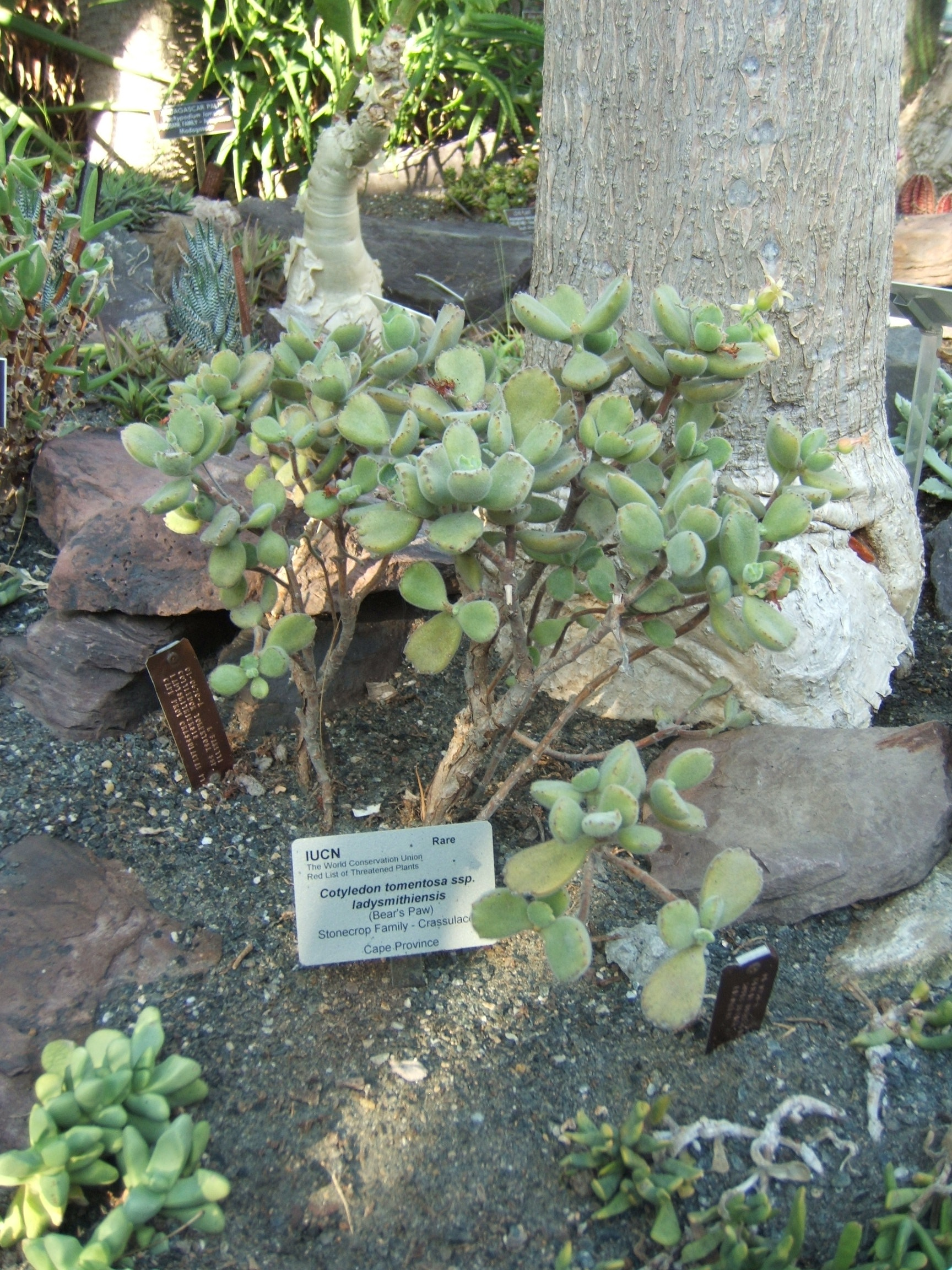
La subespecie "ladysmithiensis" en un Jardín Botánico de EE. UU.

## Ecología

### Hábitat y conservación
Cotyledon tomentosa es originaria de la región semidesértica de Little Karoo, ubicada en el sur de Sudáfrica, desde Ladismith hasta Steytlerville. C. tomentosa subsp. tomentosa se encuentra cerca de Calitzdorp, Willowmore y Steytlerville, en el suelo pedregoso de matorrales áridos, en laderas de barrancos protegidos. En cambio, la subsp. ladismithiensis se encuentra en afloramientos rocosos en el sur del Cabo Occidental, entre Laingsburg, Ladismith y Muiskraal.
A partir de 2006, ambas subespecies figuran como vulnerables en la Lista Roja de Plantas Sudafricanas de SANBI, porque solo se han encontrado pequeñas subpoblaciones y están amenazadas por la degradación del hábitat y la recolección ilegal para el comercio de suculentas. C. tomentosa subsp. tomentosa solo se ha encontrado en cinco subpoblaciones, mientras que la subsp. ladismithiensis solo se ha encontrado en siete subpoblaciones y ha experimentado una disminución del 10% en la población durante los últimos 90 años.

### Toxicidad
Si bien C. tomentosa puede ser vulnerable al pisoteo del ganado, también se sabe que es venenosa para éste, los perros y los humanos. Las especies de Cotyledon contienen glucósidos cardíacos, incluidos los bufadienólidos, que son altamente tóxicos para el ganado vacuno, ovino, caprino y otros animales. Los bufadienolidos que se encuentran en Cotyledon causan envenenamiento tanto agudo como crónico. En la escala de toxicidad de la Organización Mundial de la Salud, los glucósidos cardíacos se consideran Clase Ia, "extremadamente peligrosos" y una dosis de solo 1,0 g/kg de peso corporal de una especie relacionada, Cotyledon orbiculata, fue letal cuando se administró a ovejas.
Las bufadienolidas se clasifican como neurotoxinas porque son fuertes inhibidores de la bomba de sodio - potasio que es fundamental para el correcto funcionamiento de los sistemas nerviosos de los animales. El envenenamiento agudo causa irregularidad cardiaca e insuficiencia cardiaca. Otros síntomas agudos incluyen apatía, hipersalivación y temblores. El envenenamiento crónico en ovejas y cabras causa una enfermedad parapléjica conocida como krimpsiekte ("enfermedad del encogimiento" en afrikáans ), llamada así porque las personas envenenadas pueden arquear la espalda y doblar el cuello hacia un lado. La enfermedad de Krimpsiekte puede tener una tasa de mortalidad de hasta el 90%. Estas toxinas persisten en la carne del ganado que padeció krimpsiekte, incluso después de la cocción, y los perros que consumen esta carne pueden presentar síntomas neuromusculares similares. Este envenenamiento secundario también puede afectar a los humanos, pero no se ha investigado a fondo.

## Cultivo

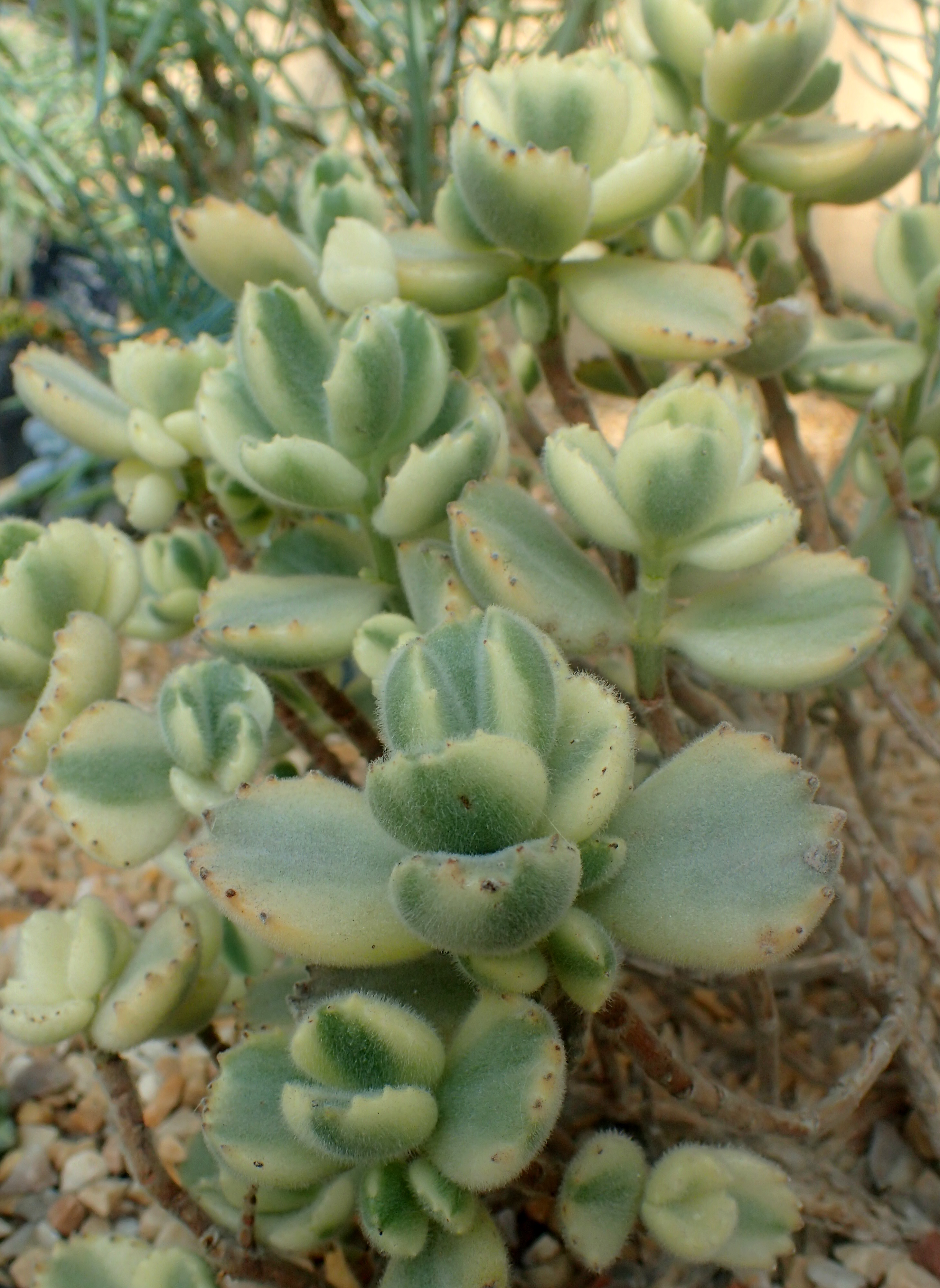
Forma variegada

En cultivo prosperan con luz brillante y un amplio flujo de aire. Riegue abundantemente cuando la tierra esté seca al tacto. Riegue con precaución en invierno, ya que la planta puede perder sus raíces si el suelo permanece frío y húmedo durante períodos prolongados. Se deben proteger de las heladas para evitar cicatrices, además de que no tolera temperaturas por debajo de 5 °C (41,0 °F), por lo que en zonas templadas se debe trasladar al interior durante los meses de invierno. Sin embargo, puede colocarse en un lugar cálido y soleado al aire libre durante el verano.
En el Reino Unido Cotyledon tomentosa subsp. tomentosa ha recibido el premio Award of Garden Merit de la Royal Horticultural Society.